# Wiehenturm

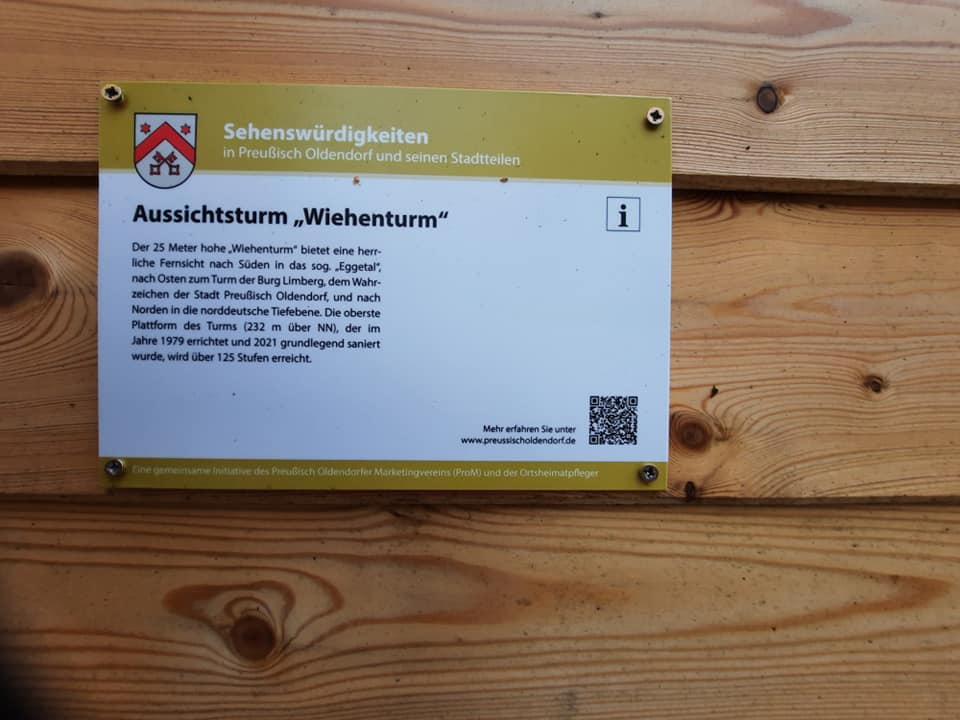
Das neue Plaste-Schild am Wiehenturm nach der Erhöhung

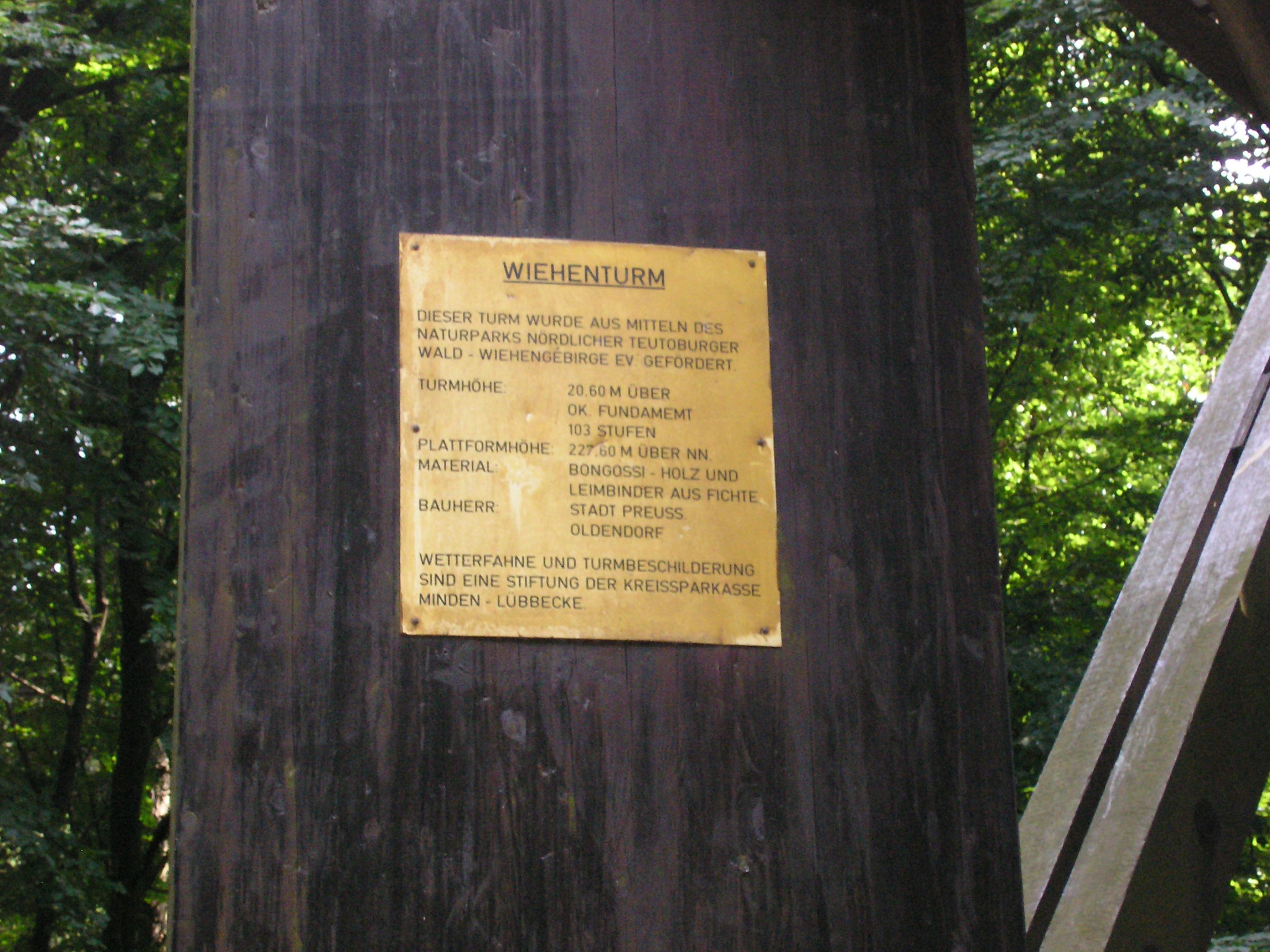
Die alte, verschollenen Gedenktafel am Wiehenturm aus Messing vor der Erhöhung

Der Wiehenturm ist, einschließlich des neuen Daches, ein 30,5 m hoher aus Holz gebauter Aussichtsturm südlich von Preußisch Oldendorf im Wiehengebirge. Er liegt nördlich des Dorfes Büscherheide und rund 300 Meter ostwärts der Landesgrenze zwischen Niedersachsen und Nordrhein-Westfalen. Der Turm steht auf halber Strecke zwischen Minden und Osnabrück auf 204 m ü. NN. Seine Aussichtsplattform liegt nun auf ca. 232 m ü. NN. Vor der Renovirtung war der Turm, er hatte kein Dach, 23,5 m hoch. Die alte Aussichtsplattform war somit auf einer Höhe von 227,6 m ü. NN.
Zur Plattform des Turmes führt eine Treppe mit 103 Stufen. Im Jahre 2010 wurde auf der Plattform eine rund 3 Meter hoher, begehbarer Stahlaufbau installiert, so dass nunmehr der Blick über die Baumwipfel, die in den letzten Jahren durch den Wuchs mehr und mehr den freien Blick behinderten, in alle Richtungen wieder möglich ist. Der Wiehenturm ist seither nun rund 23 Meter hoch.
Zwischen 08/2019 und 09/2021 war der Wiehenturm wegen Baufälligkeit gesperrt. Er wurde general erneuert und ist nun, mit Dach rund 1/3 höher als zuvor. Die Aussichtsplattform befindet sich nun auf 232 m über NN, also 4,40 m höher als die alte Plattform, allerdings nur 1,40 höher als die Stahlplattform.

## Umgebung

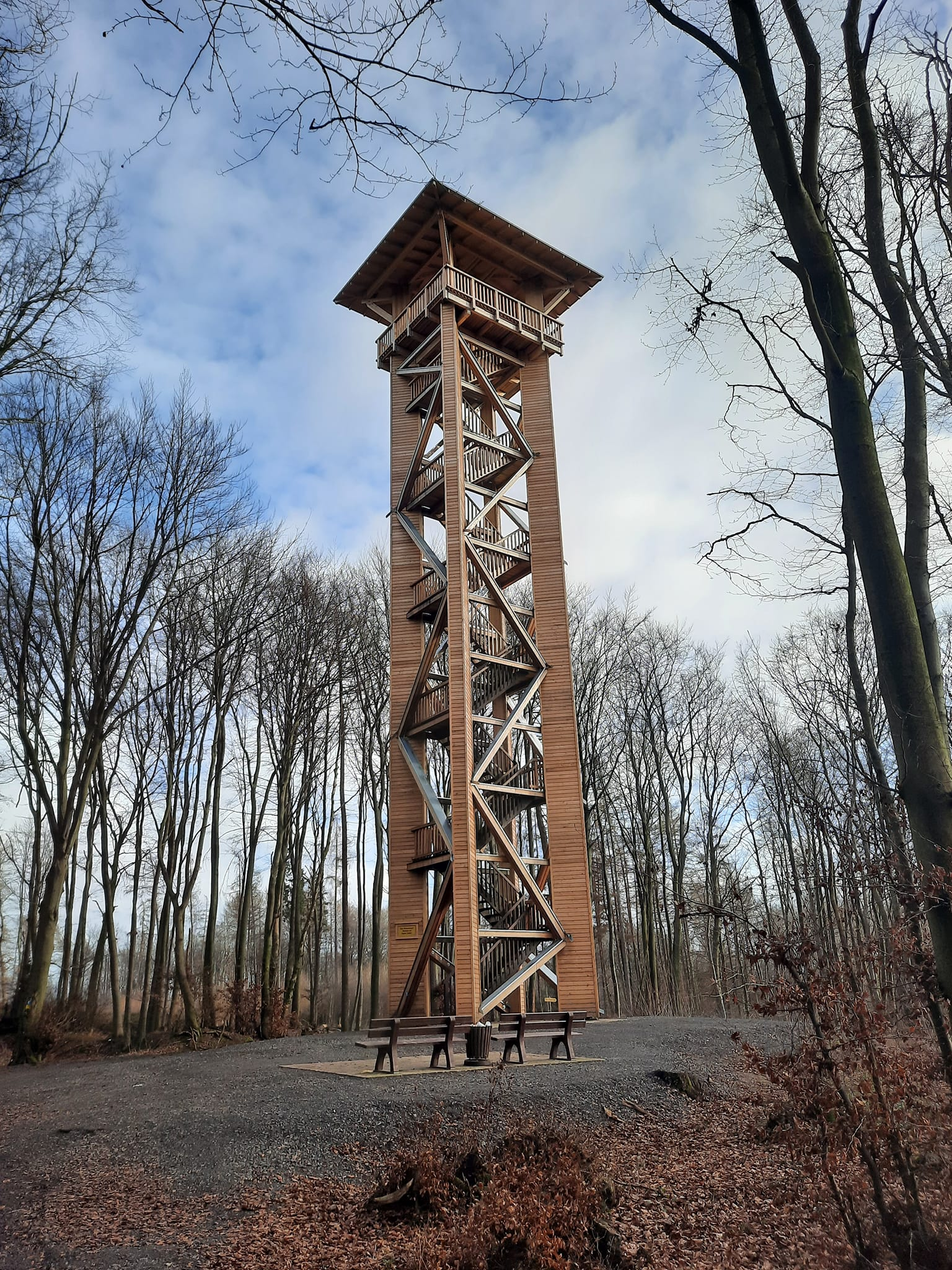
Der Wiehenturm nach der Renovierung und Erhöhung im Jahre 2021, nun mit Dach versehen

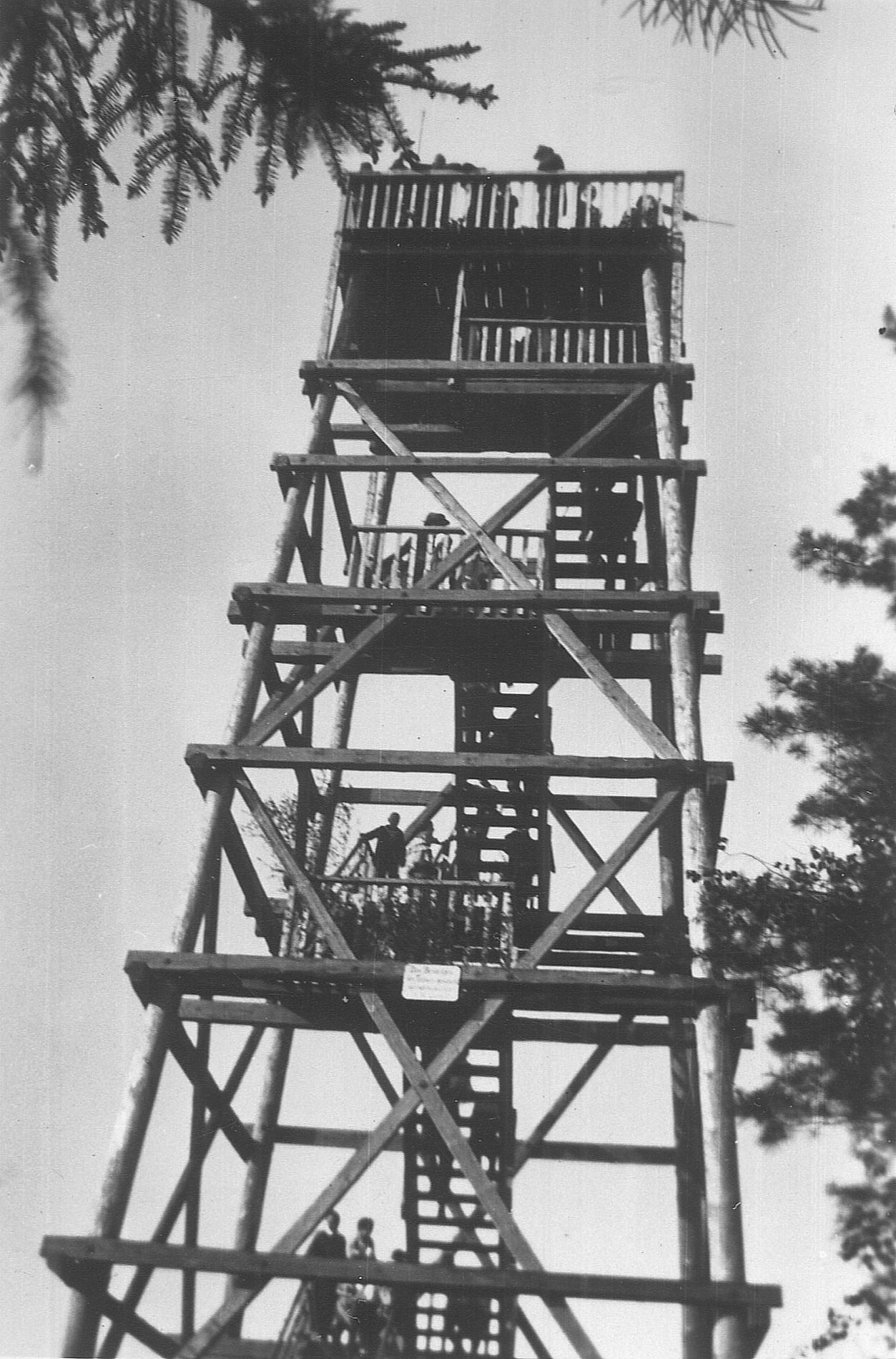
Dahlinghauser Aussichtsturm
um 1937, abgerissen nach 1945

Der 1979 errichtete Wiehenturm steht in der Nähe eines Parkplatzes und ist gut zu Fuß erreichbar. Neben ihm befinden sich eine Schutzhütte und ein Grillplatz. Seine Plattform ragt im Sommer etwas über das Laub hinaus. Man hat einen sehr schönen Blick auf die Norddeutsche Tiefebene bis 50 km weit und zum Kraftwerk Lahde (38 km) bei Petershagen sowie weiter in dieser Richtung – unter günstigsten Bedingungen – zur gut 60 km entfernten, bei Sonne weiß schimmernden Abraumhalde (über 150 m ü. NN) des Kalibergwerks südlich Steinhude.

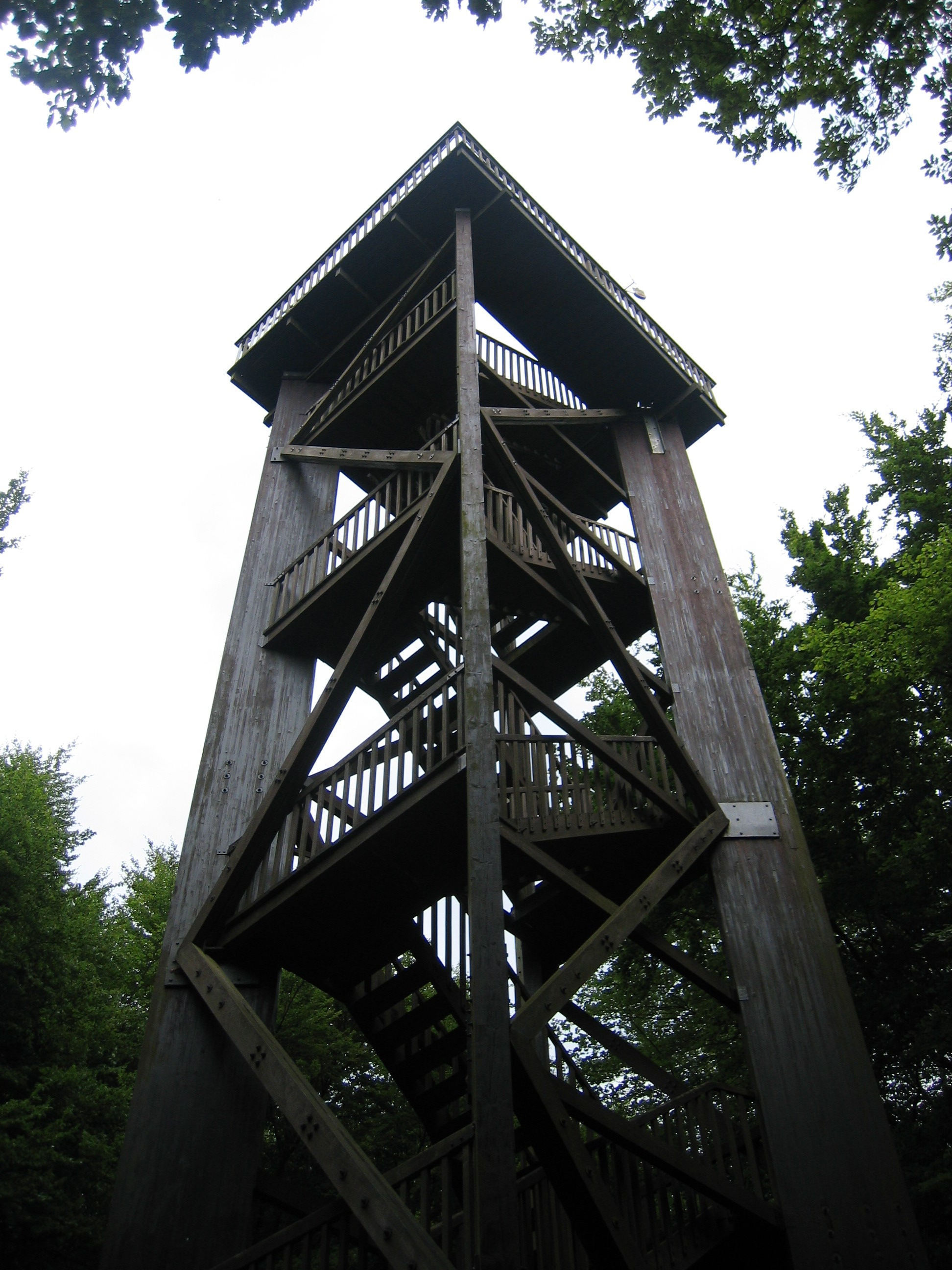
Der Wiehenturm vor der Erneuerung und Erhöhung aus der Froschperspektive

Aussichtstürme in der Nähe sind der Wartturm (10 km östlich) auf dem Wurzelbrink (325 m ü. NN) und 3 km südlich der Turm auf dem Nonnenstein (274 m ü. NN).
Vorläufer des Wiehenturms war der Dahlinghauser Aussichtsturm auf dem Schwarzen Brink (211 m ü. NN) im Hannöverschen. Der hölzerne Turm war mit dem damals verfügbaren Material nach Art des Wiehenturms konstruiert und stand in 1,2 km Distanz westnordwestlich des heutigen Parkplatzes oberhalb des Durchbruchs. Unter diesem Namen ist die Querung des nördlichen Vorgebirges Die Egge zwischen den Gipfeln Schwarzer Brink und Egge (198 m ü. NN) durch die Fahrstraße zur Erschließung des westlichen Eggetales von Norden her geläufig. Eine Gedenktafel erinnert an die von der Stadt Preußisch Oldendorf angestoßenen Notstandsarbeiten der Jahre 1924 bis 1927. Etwas südlich unterm Wiehenturm befand sich früher ein Kalkofen.
Der Dahlinghauser Turm musste nach 1945 wegen Baufälligkeit abgebrochen werden. Während des Zweiten Weltkriegs war er für einen Beobachtungsposten genutzt worden zum Schutz des damaligen zur Tarnung an den steilen Nordhang des nördlich der Egge gelegenen Lufttanklagers 2/VI.

## Nutzung als Funkturm
Weil der Turm nach Norden eine gute Aussicht bietet, wurde er in den letzten Jahren als Funkturm für Amateurfunkwettbewerbe benutzt. Die Antennen wurden auf der Plattform an den Stützpfeilern aufgebaut. Der Wiehenturm selber hat keinen Stromanschluss; darum wurde ein Diesel-Aggregat benutzt. Die Funkausrüstung (Funkgeräte etc.) befand sich in einem Wohnwagen am Turm.
Der Wiehenturm steht unmittelbar an einer Amateurfunkrelaisstation im 2-m-Band (Rufzeichen DB0WY) auf der Landesgrenze. Darum musste das Relais wegen der hohen elektromagnetischen Feldstärken während der Wettbewerbe abgeschaltet werden. Die Antennen (ca. 7 m über der Plattform) wurden außerdem geerdet (Blitzschutz).
Die Anlage wurde jeweils für 24 Stunden am ersten März-, Mai-, Juli- und September-Wochenende von der Contestgruppe DK0LK aufgebaut. DKØLK ist die Klubstation des Ortsverbandes N22 des DARC. Von hier gelangen die weitesten Verbindungen, Portugal (~ 2000 km, Sporadic-E), nach Lettland (~ 1250 km, troposphärische Überreichweite) und Ungarn (ca. 950 km ohne Überreichweiten).
Seit 2005 benutzt DKØLK den Wartturm auf dem Wurzelbrink.